# Edward Foljambe (5e comte de Liverpool)
Pour les articles homonymes, voir Foljambe.
Edward Peter Bertram Savile Foljambe, 5e comte de Liverpool (né le 14 novembre 1944), est un homme politique et homme d'affaires conservateur anglais.

## Biographie
Il est le fils posthume du capitaine Peter George William Savile Foljambe, tué pendant la Seconde Guerre mondiale en septembre 1944, et d'Elizabeth Joan Flint. Le père du capitaine Foljambe est Bertram Foljambe, fils de Cecil Foljambe (1er comte de Liverpool).
Il fait ses études à la Shrewsbury School et à l'Université de Pérouse.
En 1969, à l'âge de 24 ans, il succède à son grand-oncle en tant que comte de Liverpool et prend son siège à la Chambre des lords. Il est maintenant l'un des quatre-vingt-dix pairs héréditaires élus qui restent à la Chambre des lords après la House of Lords Act 1999, et siège sur les bancs des conservateurs.
Il est un ancien directeur général de Melbourns Brewery et directeur de la société de gestion hôtelière Hart Hambleton.
Lord Liverpool s'est marié trois fois: d'abord avec Juliana Mary Alice Noel, fille d'Anthony Noel (5e comte de Gainsborough), et Mary Stourton, le 29 janvier 1970. Ils divorcent en 1994. Il épouse, en secondes noces, la comtesse Marie-Ange Michel de Pierredon, fille du comte Géraud Michel de Pierredon, le 26 mai 1995. Ils divorcent en 2001. Il épouse, en troisièmes noces, Georgina Ann Lederman en 2002.
Lord Liverpool a deux enfants de son premier mariage: 
- Luke Foljambe, vicomte Hawkesbury (né le 25 mars 1972)
- Ralph Foljambe (né en 1974)